# Wiebren Veenstra
Wiebren Veenstra (Harkema, 8 december 1966) is een voormalig Nederlands wielrenner.

## Belangrijkste overwinningen
1986
- 3e etappe deel A Circuit Franco-Belge

1988
- 4e etappe deel B Ronde van de Sarthe
- 3e etappe Ronde van Nederland

1990
- Grote Prijs Raymond Impanis
- 1e en 2e etappe Ronde van Nederland
- Veenendaal-Veenendaal
- 3e etappe Ronde van België

1991
- Ronde van Midden-Zeeland
- 2e etappe deel A Ronde van Nederland
- Veenendaal-Veenendaal
- 4e etappe Ster van Bessèges
- 3e etappe Ronde van de Oise
- Profronde van Surhuisterveen
- Grote Prijs Raymond Impanis

1992
- GP Zele

1993
- 1e en 4e etappe Tour DuPont

1994
- GP Stad Vilvoorde
- 3e etappe deel A Ronde van Nederland
- 1e etappe deel B Ronde van de Middellandse Zee
- 1e etappe Tour DuPont
- 4e etappe deel B Midi Libre
- 2e etappe Kellogg's Tour of Britain

1995
- 2e etappe Dauphiné Libéré

1996
- Gouden Pijl
- Eindklassement Ronde van Midden-Brabant

## Resultaten in voornaamste wedstrijden
| Jaar | Ronde van Italië | Ronde van Frankrijk | Ronde van Spanje |
| ---- | ---------------- | ------------------- | ---------------- |
| 1988 |                  | buiten tijd         |                  |
| 1990 |                  |                     |                  |
| 1991 |                  | 157e                |                  |
| 1992 |                  |                     |                  |
| 1993 |                  |                     |                  |
| 1995 |                  |                     |                  |
| 1996 |                  |                     |                  |

| Jaar | Milaan-San Remo | Gent-Wevelgem | Parijs-Roubaix | Amstel Gold Race | Parijs-Brussel | E3 Harelbeke |
| ---- | --------------- | ------------- | -------------- | ---------------- | -------------- | ------------ |
| 1988 |                 |               |                |                  |                |              |
| 1990 |                 |               |                |                  | 18e            |              |
| 1991 |                 | 77e           |                | 119e             | 5e             |              |
| 1992 |                 | 46e           |                |                  | 53e            | ↑            |
| 1993 | 52e             |               | 36e            |                  | 29e            | 15e          |
| 1995 |                 | 108e          | 35e            |                  |                |              |
| 1996 |                 | 17e           |                |                  |                |              |